# Bartodzieje (Zwoleń)
Pour les articles homonymes, voir Bartodzieje.
Bartodzieje (prononciation : [bartɔˈd͡ʑejɛ]) est un village polonais de la gmina de Tczów dans le powiat de Zwoleń de la voïvodie de Mazovie dans le centre-est de la Pologne.
Il se situe à environ 3 kilomètres au nord-est de Tczów (siège de la gmina), 6 kilomètres à l'ouest de Zwoleń (siège du powiat) et 103 kilomètres au sud de Varsovie (capitale de la Pologne).

## Histoire
De 1975 à 1998, le village appartenait administrativement à la voïvodie de Radom.